# تنگ چوگان

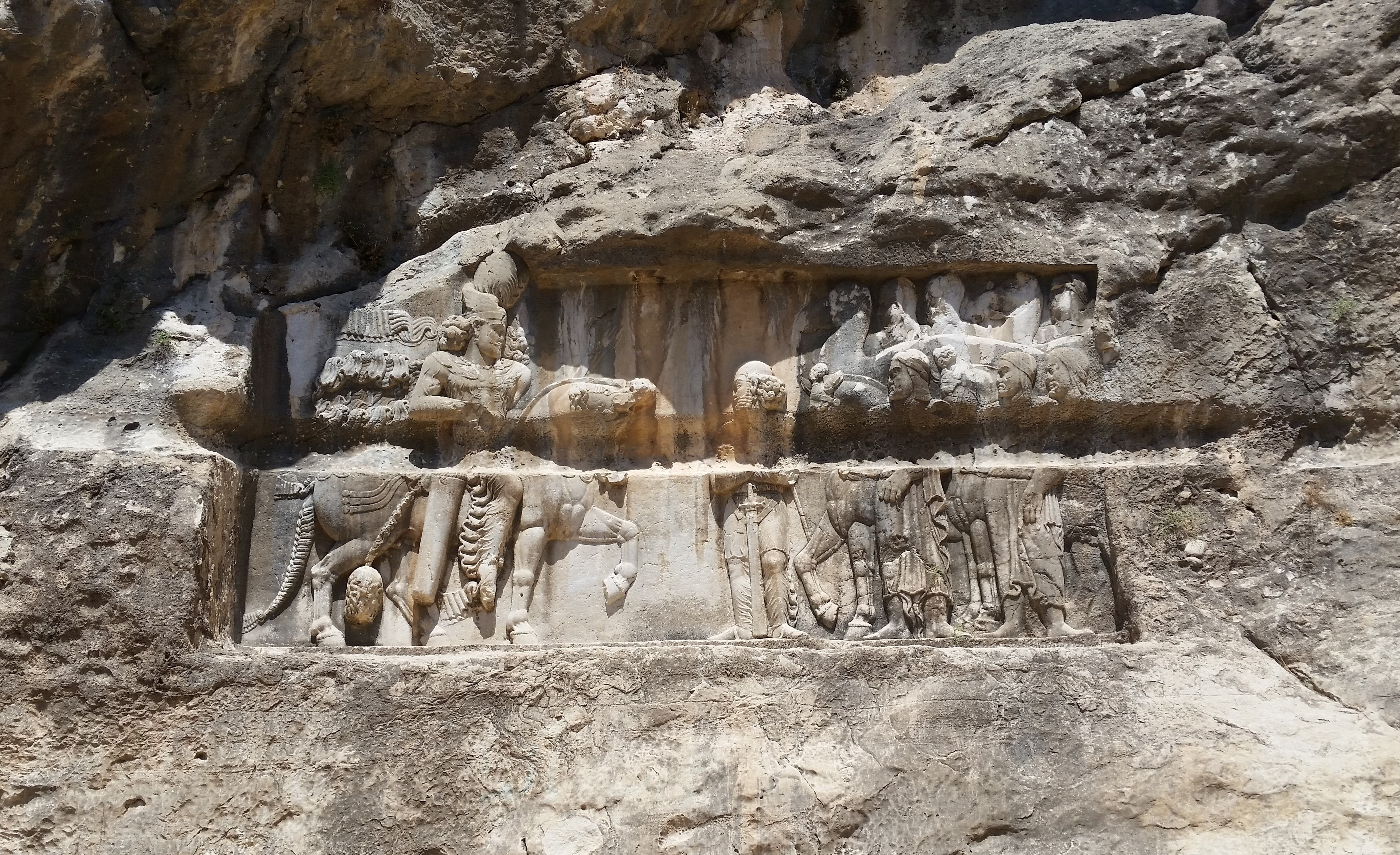
پیروزی بهرام دوم ساسانی بر اعراب

تنگ چوگان تنگه‌ای در نزدیکی شهر بیشاپور در کازرون است.که رود شاپور از میان آن سرچشمه می‌گیرد، سنگ نگاره‌های نقش برجسته شاهان ساسانی مانند آنچه در نقش رستم و بیستون وجود دارد در اطراف آن دیده می‌شود که برخی از آنها یگانه‌اند. تمامی نقوش اینجا نیازمند به مرمت فوری است.اما هیچ پاسخی نیست. لازم به ذکر است که اینجا ثبت جهانی شده و در این تنگه آثاری چون غار شاپور و ۶ نقش از شاپور بزرگ، بهرام اول و دوم و چهارم وجود دارد 
تنگ چوگان محل بازی سنتی چوگان، توسط شاهان ساسانی بوده‌است و غار پر آوازه شاپور و تندیس (پیکره سنگی) زیبای شاپور در میان دیوارهای غربی آن واقع شده‌است.
سه روستای تنگ چوگان سفلی، علیا و وسطی به همراه باغها و کشتزارهایی در پهنه‌ای میان دو کوه در برگیرنده تنگ چوگان قرار دارند.
در اولین نقش برجسته شاپور اول در مرکز نقش و سوار بر اسب به تصویر کشیده شده‌است. جنازه گردیانوس در زیر پاهای اسب شاپور افتاده و دستان والریان به نشانه اسارت در دست شاپور قرار دارد. فیلیپ نیز در جلوی اسب شاپور زانو زده و تقاضای صلح دارد. افسران و نظامیان ایرانی در ۵ ردیف سوار بر اسب در پشت سر شاپور قرار دارند و سربازان و صاحب‌منصبان رومی نیز در ۵ ردیف در جلوی شاپور در حال حمل هدایا و پیشکش‌هایی برای او دیده می‌شوند. در این نقش برجسته ۱۱۵ پیکر دیده می‌شود که از این نظر رکورددار نقش برجسته‌های ایرانی به‌شمار می‌آید.
دومین نقش برجسته مربوط به پیروزی بهرام دوم بر اعراب بیابانگرد می‌باشد. در این نقش برجسته بهرام سوار بر اسب در سمت چپ نقش قرار داشته و اعراب در حال راهنمایی توسط سرداران ایرانی به منظور پیشکش اسب و شتر در مقابل او دیده می‌شوند.
سومین نقش برجسته که کامل‌ترین و زیباترین نقش برجسته زمان ساسانی به‌شمار می‌آید مراسم دریافت فر ایزدی (حلقه شهریاری) توسط بهرام اول از اهورامزدا را به تصویر کشیده‌است. حکاکی این نقش برجسته بسیار هنرمندانه بوده و چین و چروک‌ها و حرکت لباس و …، همگی بسیار زیبا نشان داده شده‌اند. همه چیز در این نقش به شکل حیرت‌انگیزی تناسب دارد. حتی جزئیات فیزیکی اسب و رگ‌های روی پای اسب نیز مشخص شده‌است.
نقش برجسته چهارم صحنه پیروزی بهرام چهارم یا (شاپور دوم- ذوالاکتاف) بر یاغیان را به تصویر کشیده‌است. در این نقش پادشاه در مرکز نقش نشسته بر تخت و به صورت روبرو به تصویر کشیده شده‌است در حالیکه در سمت راست او سربازان و سرداران ایرانی به احترام ایستاده و اسرا و یاغیان در سمت چپ توسط سربازان ساسانی به حضور شاه آورده می‌شوند.
نقش برجسته پنجم که در سمت راست تنگه واقع شده و سالم‌ترین نقش برجسته در میان نقوش ۶ گانه است نیز به پیروزی شاپور بر دولت روم اختصاص دارد.
ششمین و آخرین نقش برجسته که آنهم در سمت راست تنگه و دقیقاً در کنار جاده واقع شده‌است متأسفانه بیشترین آسیب را در طی زمان دیده و قسمت‌های بالای آن تقریباً از بین رفته‌است. در این نقش برجسته مراسم دریافت فر ایزدی (حلقه شهریاری) توسط شاپور اول از اهورامزدا و همچنین پیروزی وی در جنگ با رومیان به تصویر کشیده شده‌است. در این نقش، زیر سم اسب مظهر اهورامزدا، اهریمن و زیر پای اسب شاپور، گردیانوس، امپراتور کشته شده، لگدمال می‌شوند. فیلیپ نیز طبق معمول جلوی اسب شاه زانو زده و تقاضای صلح و بخشش دارد.
در آذر ماه سال ۱۳۹۰ قسمت منگوله اسب سنگ‌نگاره بهرام دوم در تنگ چوگان توسط فرد یا افرادی با پتک تخریب شد.